# VyOS
VyOSは、オープンソースで開発されているネットワークオペレーティングシステム (OS) である。主にソフトウェアルーターとして運用される。
Debian GNU/Linuxを基盤として開発されている。

## 概要
VyOSの前身となるVyattaはブロケード コミュニケーションズ システムズに買収され製品化された。その無償版であるVyatta Core Editionの開発が中止されたため、バージョン6.6 R1をフォークし、それをベースに有志により開発が行われている。

## リリース
VyOS 1.0.0 (Hydrogen)は2013年12月22日にリリースされた。1.1.0 (Helium)は2014年10月9日にリリースされた。1.0世代と1.1世代はDebian 6.0 (Squeeze)をベースとしており、32ビットと64ビット用のイメージが実際のマシンと仮想マシンの両方に向けて提供されている。
2019年1月28日、VyOS 1.2.0 (Crux)がリリースされた。1.2.0はDebian 8 (Jessie)をベースとしている。
1.0世代と1.1世代は元素名に基づき命名されていたが、1.2以降は星座の名前に基づき命名されることになった。

### バージョン履歴
| リリース名 | バージョン | リリース日     |
| ---------- | ---------- | -------------- |
| Hydrogen   | 1.0.0      | 2013年12月22日 |
|            | 1.0.1      | 2014年01月17日 |
|            | 1.0.2      | 2014年02月03日 |
|            | 1.0.3      | 2014年05月09日 |
|            | 1.0.4      | 2014年06月16日 |
|            | 1.0.5      | 2014年09月26日 |
| Helium     | 1.1.0      | 2014年10月09日 |
|            | 1.1.1      | 2014年12月08日 |
|            | 1.1.3      | 2015年01月28日 |
|            | 1.1.4      | 2015年03月09日 |
|            | 1.1.5      | 2015年03月25日 |
|            | 1.1.6      | 2015年08月17日 |
|            | 1.1.7      | 2016年02月17日 |
|            | 1.1.8      | 2017年11月16日 |
| Crux       | 1.2.0      | 2019年01月28日 |
|            | 1.2.1      | 2019年 4月16日 |
|            | 1.2.2      | 2019年 7月15日 |
|            | 1.2.3      | 2019年 9月 5日 |
|            | 1.2.4      | 2020年 1月 1日 |
|            | 1.2.5      | 2020年 4月14日 |
|            | 1.2.6      | 2020年 9月18日 |
|            | 1.2.6-S1   | 2020年 9月28日 |

### VMwareサポート
バージョン1.0.2よりVMwareのためのVyOSのOVAイメージでのリリースが存在する。VMware用のツールもすべて含まれており、これにより、VMware環境でのVyOSの簡便なセットアップが可能になる。OVAイメージは標準のダウンロードサイトからダウンロードできるほか、VMwareからもダウンロードできる。

### Amazon EC2サポート
バージョン1.0.2よりAmazon EC2利用者はVyOSのAMIイメージが利用可能になっている。

## システム要件
- x86 CPU(1core以上)
- 512MB以上のメモリー量
- 2GB以上のストレージ